# EDEN (マッグガーデン)
『WEBコミック EDEN』（ウェブコミック エデン）は、マッグガーデンが運営する日本の無料ウェブコミック誌。2009年9月18日にYahoo! JAPANの電子書籍配信サイト・Yahoo!コミック内の無料マガジンコーナーにて『EDEN&ブレイドコミックアーカイブ』の名称で開設され、その約1年後の2010年10月8日に『EDEN』へと名称が変更された。幾度のリニューアルを経て、様々なウェブサイトにて配信。現在、同社のウェブマンガは無料配信『MAGCOMI(マグコミ)』に集約され、『EDEN』はレーベル扱い（URLは継続されていた）となっていたが、2020年のリニューアルでそれも終了したため現在『EDEN』を使用した連載媒体はない（単行本の「マッグガーデンコミックスEDENシリーズ」は存続）。
2014年1月16日には季刊刊行予定のコミックマガジン『EDEN』として、紙媒体での発行も行われた。掲載作品はウェブサイトで発表された作品の再掲載ではなく、全て新作描き下ろしである。

## 概要
マッグガーデンが運営する初のウェブコミック誌として、2009年9月18日に開設された。当初はYahoo! JAPANのコンテンツの1つであったYahoo!コミックにて配信されていたが、現在は主に自社サイトにて配信中である。2014年1月14日にはウェブコミック誌を母体とした紙媒体版の発行も開始された。なおこれ以降は基本的にウェブコミック誌の『EDEN』について記述する。紙媒体版の詳細は#コミックマガジンを参照。
掲載作品はほぼ連載作品で占められており、前述した紙媒体版にも一部作品の番外編が掲載されている。また現在はコミックエッセイ作品の掲載が特徴の1つとなっているが、掲載作品に占める割合はそれほど高くなく様々なジャンルの作品が掲載されている。ただしマッグガーデンから発行されているコミックエッセイ作品の殆どは本誌にて発表されたものである。

### Yahoo!コミック時代
2008年4月15日から9月30日にかけて募集された漫画賞『プロダクションI.G×マッグガーデンコミック大賞』の入賞者による作品と、東映アニメーションが企画したオリジナル漫画作品を主に掲載する場として、2009年9月18日にYahoo! JAPANの電子書籍配信サイト・Yahoo!コミック内の無料マガジンコーナーにて『EDEN&ブレイドコミックアーカイブ』の名称で開設。当初はウェブオリジナル漫画とノベルを配信する『EDEN』と、『月刊コミックブレイド』掲載作品を再配信する『ブレイドコミックアーカイブ』の2つのコンテンツから成り立っていた。しかし配信開始から約1年が経過した2010年10月8日にコンテンツの1つ『ブレイドコミックアーカイブ』が廃止となり、誌名自体が『EDEN』へと変更された。なおノベル作品に関しては配信開始時から連載されていた3作品以外は掲載されておらず、現在は連載されていない。
『EDEN』という誌名の由来は「Everybody Delightful Entertainment Network」の頭文字である。またこの時期に、『MG×TA マッグガーデン×東映アニメーションプロジェクト』作品として連載作品の「農業ムスメ!」（神楽みのり）と「ケツ犬」（ライフスタイル角田）がアニメ化された。

### 1回目のリニューアル
その後2011年5月10日にマッグガーデンのウェブコミックを全て統括するウェブサイト・マッグガーデン・コミック・オンラインがオープンし、取り込まれる形でリニューアル。これにより新たにマッグガーデン・コミック・オンラインにて『WEBコミック EDEN』として配信がスタートしたため、Yahoo!コミック無料マガジンコーナー『EDEN』を含め合計2箇所で配信される事となった。掲載作品は基本的に共通であり、各話の配信開始日はマッグガーデン・コミック・オンライン『WEBコミック EDEN』の方が早い。しかし2箇所共にそれぞれ片方でしか読む事の出来ない連載作品が存在するなど、Yahoo!コミック側での購読者が減らないような工夫がなされた。
この頃からキャッチフレーズとして「食べて、笑って、恋するWEBコミック誌――。」が使用されたが、3回目のリニューアルの頃から使われていない。またコミックエッセイ作品の掲載が始まった。

### 2回目のリニューアル
さらに2011年11月1日、Yahoo!コミックがYahoo!ブックストアへとリニューアル。11月11日にはYahoo!ブックストア内の無料マガジンコーナーに『スマイルEDEN』が開設され、Yahoo!コミック内『EDEN』で独占配信されていたギャグ漫画作品の「ウチとオカン。」「猫ラーメン物語 子猫のトーマス」「なんとかやってます。」とアンコール配信の再連載作品が移籍した。これによりメインの配信場所は、マッグガーデン・コミック・オンライン『WEBコミック EDEN』・Yahoo!ブックストア無料マガジンコーナー『EDEN』&『スマイルEDEN』の3箇所での配信へと移行している。3箇所になってからもそれぞれのサイトでしか読むことの出来ない連載作品が存在するが、Yahoo!ブックストアでの独占配信作品はマッグガーデンのウェブサイトでは紹介されていない。また2011年12月12日からはニワンゴが運営するウェブサイト・ニコニコ静画にて一部作品の第1話からの無料再配信が開始したが、2013年6月15日配信号にて定期配信が終了した。

### 3回目のリニューアル
2012年6月1日にはマッグガーデン・コミック・オンラインがリニューアル。このリニューアルでは全体的に大きな変更は無かったものの、1回目のリニューアルの際に消滅して以来存在していなかった公式サイトが再開設された。また「甘美男子」がマッグガーデンが運営するウェブコミック誌『WEBコミック Beat's』へ移籍した他、「ハイレグパンダ」もマッグガーデン・コミック・オンライン『WEBコミック EDEN』のラインナップから外れ、同ウェブサイトのトップページからのみ配信ページへのリンクが貼られる形態へと変更になっている（いずれの作品もYahoo!ブックストア『EDEN』では変わらず配信された）。2013年2月14日からは、ピクシブが運営するウェブサイト・pixivコミックにおいても一部作品の第1話からの再録配信が開始された。このpixivコミックとはコラボレーション企画として『デビュー即連載! EDEN新人コンペ』を2013年9月2日から10月31日まで開催した。
なお、この頃から誌名である『EDEN』の由来が「enjoy delightful entertainment network」となった。またコミックエッセイ作品を対象とした新人賞『MAGコミックエッセイガーデン大賞』が始まり、第1回の大賞作品である「アシ妻物語」が本誌での連載を開始している。

### 紙媒体版の発行開始
2014年1月14日には『WEBコミック EDEN』を母体とした紙媒体の季刊刊行予定コミックマガジン『EDEN』が刊行開始。掲載作品は全て新作描き下ろしで、『WEBコミック EDEN』連載作品の番外編も掲載されている。紙媒体版の詳細は#コミックマガジンを参照。
なおこの刊行開始に合わせて公式サイトがリニューアルされ、誌名である『EDEN』の由来が「Emotional! Dramatic! Exciting! Narrativity!」へと再度変更された。

### 4回目のリニューアル
2015年12月25日、マッグガーデン・コミック・オンラインがMAGCOMIにリニューアル。『EDEN』の名はレーベルという形になった。
2016年9月10日には掲載作品である「にがくてあまい」（小林ユミヲ）の実写映画が公開された。2018年8月24日には掲載作品であった「珈琲いかがでしょう」（コナリミサト）が、同年9月7日には「むすんでひらいて」（水瀬マユ）が、Production I.G運営のアニメアプリ『アニメBeans』にてアニメ化された。
2019年時点では『月刊コミックガーデン』連載中の村野真朱・依田温の「琥珀の夢で酔いましょう」は、MAGCOMIでの配信レーベル区分上はEDENとされていて、コミックスもマッグガーデンコミックスのEDENシリーズであるが、2020年にMAGCOMIがリニューアルされ掲載サイト上のレーベルでは分類されなくなった。

## 配信概要（現在）
メインで配信されているMAGCOMI及びYahoo!ブックストアの配信に関する概要を記載する。

### MAGCOMI
会員登録不要で全ての掲載作品を無料で閲覧可能。配信方法はAdobe Flash Playerの最新バージョンがインストールされていれば、特にビューワをダウンロードする必要は無い。パソコンではWindowsユーザーのみならずMacユーザーにも対応している。毎月5の倍数の日に更新され、その内『EDEN』レーベルの作品は5日と20日に更新される。なお無料閲覧可能期間はバックナンバー1回分までであるが、第1話に関しては配信終了期間が定められていない。
また2012年6月30日からはスマートフォンでの閲覧に対応した。当初は無料アプリのactibookが必要であったが、MAGCOMIにリニューアルされてからはactibookを用いずとも購読できる形に完全移行した。タブレット端末での閲覧にも対応している。

## 配信概要（過去）

### Yahoo!コミック
会員登録不要で全ての掲載作品を無料で閲覧可能。配信方法はYahoo!コミック共用ビューワであるDORを使用していた。そのためMacユーザーには対応しておらず、閲覧できるウェブブラウザもマッグガーデン・コミック・オンラインと比べて限られている。毎月第2・第4金曜日更新され、配信された話数には無料閲覧可能期間が設定。無料閲覧可能期間は配信開始日から2回後の更新日までであるが、第1話に関しては配信終了期間が定められていなかった。なお連載が終了した作品は、アンコール配信と称して第2話から再連載される場合が多々存在した。また過去に存在したコンテンツ『ブレイドコミックアーカイブ』掲載作品は、配信開始日から2週間後の次回配信日まで無料で閲覧可能であった。

### Yahoo!ブックストア
会員登録不要で全ての掲載作品を無料で閲覧可能。配信方法はYahoo!ブックストア共用無料アプリであるYahoo!ブックストアビューアーを使用していた。当初はMacユーザーに対応していなかったが、後に対応しYahoo!コミック時代より購読可能のウェブブラウザも多かった。また、一部のスマートフォン・タブレット端末にも対応しパソコン以外でも購読可能だった。『EDEN』は毎月第2・第4金曜日、『スマイルEDEN』は毎月第4金曜日に更新され、配信された話数には無料閲覧可能期間が設定されていた。無料閲覧可能期間は配信開始日から2回後の更新日までであるが、第1話に関しては配信終了期間が定められていなかった。

## 掲載作品
- 2箇所以上で配信されている作品の連載開始&終了日付は、最新話の更新が最も早いMAGCOMI『WEBコミック EDEN』での日付を記載する。
- 2016年10月5日現在。

### 連載終了
連載終了の早い順に記載する（同日に終了の場合は五十音順）。なお、連載終了日の記述は“最終話の無料配信終了日”ではなく、“最終話の配信開始日”を示す。

#### 漫画
1回目のリニューアル前に終了した作品
- 農業ムスメ! 〜イブキのふぁーまーずらいふ〜（真狩とおる）：2009年9月18日 - 2010年2月12日
- 「プロダクションI.G×マッグガーデンコミック大賞」作品撰[注 4]：2009年10月16日 - 2010年3月12日
  - 路地裏ねおん（小林ユミヲ）
  - JAPANESE FAMILY（白石文武）
  - 久遠の東（ヨコヤマサトル）
- ケータイ捜査官7 〜rare metal hearts〜 そんなアナタが好きだから（太刀川京）：2009年9月18日 - 2010年5月28日
- キャプテン山田（そにしけんじ）：2009年9月18日 - 2010年10月22日
- ケツ犬（ライフスタイル角田）：2009年9月18日 - 2010年12月24日
- 農業ムスメ!（神楽みのり）：2009年9月18日 - 2010年12月24日
- ジョッキー（原作：松樹剛史、漫画：倉田よしみ）：2010年3月12日 - 2011年1月14日
- たまゆら（原作：佐藤順一、作画：momo）：2010年10月8日 - 2011年3月11日
- 茶の涙 〜Larmes de the〜（水面かえる、協力：NPO法人 日本茶インストラクター協会）：2009年9月18日 - 2011年4月8日

マッグガーデン・コミック・オンライン『WEBコミック EDEN』での配信作品
- いろちがい（オカヤイヅミ）：2010年12月10日 - 2011年6月4日
- ヨメさんは萌え漫画家（こげどんぼ*）：2011年8月5日 - 2012年2月5日
- きなこもち（木村いこ）：2011年9月5日 - 2012年2月20日
- 新 部活動[注 5]（西田理英）：2011年5月10日 - 2012年3月5日
- すきまめし（オカヤイヅミ）：2011年8月20日 - 2012年3月5日
- フキンシンちゃん（長嶋有とダイナマイトプロ）：2012年1月5日 - 3月5日、←ウェブコミック配信サイト『ぽこぽこ』（太田出版）より移籍[注 6]
- 甘美男子（清水ユウ）：2010年8月13日 - 2012年4月25日、→ウェブコミック誌『WEBコミック Beat's』（マッグガーデン）へ移籍[注 7]
- メイプルさんの紅茶時間（碧空唄）：2011年9月5日 - 2012年7月5日
- たらのめ高校吹奏楽部（たかなしせーじ）：2011年9月5日 - 2012年8月5日
- ヨメさんは萌え漫画家 〜新婚編〜（こげどんぼ*）：2012年6月5日 - 12月5日
- 極楽長屋（岡田屋鉄蔵）：2012年6月20日 - 2013年1月10日、第一部完扱い
- 続・すきまめし（オカヤイヅミ）：2012年7月20日 - 2013年1月20日
- たまゆら 〜hitotose〜（原作：佐藤順一、作画：momo）：2011年10月5日 - 2013年1月20日
- わんおふ -one off-（原案：佐藤順一、作画：太田真人）：2012年9月5日 - 2013年4月5日
- むすんでひらいて（水瀬マユ）：2009年9月18日 - 2013年8月5日
- ヨメさんは萌え漫画家 〜日常編〜（こげどんぼ*）：2013年6月5日 - 11月20日
- アシ妻物語（岡本ジュリー）：2012年11月5日 - 2014年3月5日
- 菊門高校モテ部（絶蝶）：2013年3月5日 - 2014年5月20日
- もうそうのアキ（たら子）：2012年9月20日 - 2014年5月20日、コミックマガジン『EDEN』Vol.1に番外編掲載
- おんなの酒道（横濱マリア）：2014年4月20日 - 11月5日
- レイルオブライフ（青木俊直）：2014年9月22日 - 11月5日、←漫画雑誌『アオハル』（集英社）より移籍[注 8]
- 神主さんの日常（瀬上あきら）：2013年3月5日 - 9月20日 / 2014年6月20日 - 11月20日
- metro 〜メトロ〜（石川チカ）：2011年10月5日 - 2015年1月20日[注 9]、コミックマガジン『EDEN』Vol.1に番外編掲載
- DOMINO（遠野ノオト）：2013年12月20日 - 2015年2月20日
- ママさんは萌え漫画家 〜出産編〜（こげどんぼ*）：2014年9月5日 - 2015年3月5日
- ちくちくぬいぬい（ハザキ・ヤマト）：2013年12月20日 - 2015年3月20日
- ほんの恋など（カワカミコマ）：2013年9月20日 - 2015年3月20日
- オールアボード（楠田夏子）：2014年6月20日 - 2015年5月20日、←コミックマガジン『EDEN』より移籍
- 椿荘101号室（ウラモトユウコ）：2012年6月5日 - 2015年5月20日[注 10]
- 花とサカヅキ（ツトム）：2014年6月20日 - 2015年8月20日、←コミックマガジン『EDEN』より移籍（第1話はVol.1の再録）
- どうにもこうにも（日下直子）：2013年8月5日 - 2015年10月5日
- 珈琲いかがでしょう（コナリミサト）：2014年2月20日 - 2015年12月7日
- ママさんは萌え漫画家 〜育児編〜（こげどんぼ*）：2015年5月20日 - 12月21日
- にがくてあまい（小林ユミヲ）：2009年11月13日 - 2016年4月5日 / 2016年9月5日
- すいもあまいも（板倉梓）：2015年9月7日 - 2016年4月20日
- はしるでござる（日下直子）：2015年12月21日 - 2016年4月20日
- リメイク（六多いくみ）：2013年2月20日 - 2016年4月20日、←ウェブコミック誌『月刊コミックゲートアッシュ』（角川コンテンツゲート）より移籍[注 11]
- 旦那さんは幹部候補生（こげどんぼ*）：2015年7月6日 - 2016年5月20日
- イマジナリーフレンド（佐津井隆）：2016年5月30日 - 10月5日、短期集中連載

Yahoo!ブックストア『EDEN』での独占配信作品
- 東京ヨガガールズ（レイニーナ）：2011年12月9日 - 2012年4月13日
- 亡き少女の為のパヴァーヌ（こげどんぼ*）：2010年9月10日 -、現在更新停止中、『月刊コミックブレイド』掲載作品の再掲載

Yahoo!ブックストア『スマイルEDEN』での独占配信作品
- ウチとオカン。（やぶうちゆう）：2011年7月22日 - 2012年3月23日
- 猫ラーメン物語 子猫のトーマス（そにしけんじ）：2011年7月22日 - 2012年4月27日
- なんとかやってます。（ライフスタイル角田）：2011年8月26日 - 2012年4月27日

マッグガーデン・コミック・オンライン トップページでの配信作品
- ハイレグパンダ（キャラクターデザイン：うるまでるび、作・画：甘夏カンコ）：2012年3月5日 - 2013年1月10日[注 12]

#### ノベル
以下3作品とも、前述の『プロダクションI.G×マッグガーデンコミック大賞』原作・脚本部門で入賞した作家が文章を担当している。
- 冥途の穴―羽衣は帰り来たりき!―（文章：坂本見花、イラスト：米沢智）：2009年9月18日 - 2010年2月26日
- 悪魔の福音（文章：浅川紫苑、イラスト：護尋弓勝）：2009年9月18日 - 2010年3月12日
- 京華の妖械戦記（文章：小金井ゴル、イラスト：日塚一宏）：2009年9月18日 - 2010年4月9日

## 『ブレイドコミックアーカイブ』での再掲載作品
いずれの作品も最終回まで無料配信されなかった。
- エレメンタル ジェレイド（東まゆみ）：2009年9月25日 - 2010年9月17日
- 新撰組異聞PEACE MAKER（黒乃奈々絵）：2009年9月25日 - 2010年9月
- 魔探偵ロキ（木下さくら）：2009年9月25日 - 2010年9月

## コミックマガジン
『EDEN』（エデン）は、マッグガーデンが発行する日本の季刊コミックマガジン。2014年1月14日に『WEBコミック EDEN』を母体として刊行を開始した。A5判、カバー・帯付き。

### 概要（コミックマガジン）
2013年10月11日に刊行開始が告知され、『WEBコミック EDEN』を母体として2014年1月14日から刊行開始。掲載作品は全て新作オリジナルとなるが、一部『WEBコミック EDEN』連載作品の番外編が掲載されている。掲載作家は編集部が気になる個性的な作家を集めた形となっており、単行本を発行していない新人作家の起用は少ない。そのため作家性の強い作品が多く、作品におけるジャンルは様々である。なおVOL.1における連載作品と読み切り作品の比率は、ほぼ半分となっている。
このように本誌は漫画雑誌の体裁を採っているものの、その装丁は単行本カバーや帯が付いているアンソロジーコミックである。流通上も雑誌ではなくコミック扱いとなっているため、誌面に広告ページは存在しない。
なおVol.1発売時点ではVol.2は2014年春頃発売予定となっていたが実際には発売されておらず、2014年6月20日からは一部連載作品が『WEBコミック EDEN』へと移籍している。

### 掲載作品（コミックマガジン）
- 2014年1月現在。

#### 連載中（コミックマガジン）
連載開始の早い順に掲載する（同号開始の場合は掲載の早い順）。
- サヨナラせんぷうき（トウテムポール）：VOL.1 -
- とっこう!（日下直子）：VOL.1 -
- エレクトリックラブ（板倉梓）：VOL.1 -
- ワイルドボイス（才谷ウメタロウ）：VOL.1 -
- 殺し屋グルメ（小路啓之）：VOL.1 -
- 吹けよ風!（青木俊直）：VOL.1 -
- オールアボード（楠田夏子）：VOL.1 -、『WEBコミック EDEN』へ移籍
- たちばなし四姉妹（ウラモトユウコ）：VOL.1 -
- 女教師サタディ（ニコ・ニコルソン）：VOL.1 -
- 花とサカヅキ（ツトム）：VOL.1 -、『WEBコミック EDEN』へ移籍
- ねこほぼ -ねこがしゃべる以外はほぼ実話の育児マンガ-（岡井ハルコ）：VOL.1 -

#### 主な読み切り
- セロシアキャンドル（小林ユミヲ）：VOL.1、「にがくてあまい」13巻に収録
- アイアムアニョーボー（岡本ジュリー 協力：花沢健吾）：VOL.1、「アイアムアヒーロー」（花沢健吾）のスピンオフ

### 書誌情報
マッグガーデン 〈マッグガーデンコミックス〉より刊行。
- VOL.1、2014年1月29日初版発行（1月14日発売[* 1]）、ISBN 978-4-8000-0252-5

## 単行本
2010年7月14日より掲載作品の単行本が、漫画作品は〈ブレイドコミックスEDEN〉（BLADE COMICS EDEN）レーベル・〈マッグガーデンコミックスEDEN〉（MAG Garden COMICS EDEN）レーベル・〈マッグガーデンコミックス コミックエッセイシリーズ〉（MGC COMIC ESSAY）レーベルから発売中。なお「甘美男子」のみ前作の「甘美男子茶房」とレーベルを合わせているため〈ブレイドコミックスEX〉（BLADE COMICS EX）レーベルからの発売である。またノベル作品は〈EDENノベルズ〉（EDEN Novels）レーベルから発売された。
EDENノベルズのラインナップ
- 京華の妖械戦記（小金井ゴル、イラスト：日塚一宏）
- 冥途の穴-羽衣は帰り来たりき!-（坂本見花、イラスト：米沢智）
- 悪魔の福音（浅川紫苑、イラスト：護尋弓勝）